# Tuna (pes)
Tuna, (* 2010) také Tooney, Wormy, Phteven nebo Štefan, je pes, kříženec čivavy a jezevčíka, známý jako internetová celebrita a internetový mem proslavený hlavně svým vzhledem. Jeho původní majitel ho opustil poblíž San Diega v Kalifornii. Byl pak adoptován na farmářském trhu v Los Angeles Courtney Dasher. Poté, co pro něj nová majitelka v roce 2012 vytvořila profil na Instagramu a sdílela jeho fotografii, získal profil množství nových sledujících. Dasher využila Tunyho popularity k získání peněz pro organizace zabývající se záchranou opuštěných zvířat a podpoře spokojeného života zvířat obecně. V roce 2015 vyšla kniha fotografií Tunyho pod názvem Tuna Melts My Heart: The Underdog With The Overbite.

## Život
Tuna byl v prosinci roku 2010 nalezen poblíž silnice u San Diega v Kalifornii. Původní majitel je neznámý. Kvůli opuštění utrpěl emocionální trauma, které u něj vyústilo ve zvyk plazit se po břiše. Jeho zachránce mu z tohoto důvodu říkal „Wormy“, v překladu „Červík“.
Ve čtyřech měsících byl převezen na farmářský trh v Los Angeles, kde ho viděla Courtney Dasher, která si ho ihned oblíbila a adoptovala ho. Rozhodla se změnit jeho jméno z „Wormy“ na „Mr. Burns“ kvůli jeho podobě s postavou „pana Burnse“ z amerického kresleného seriálu Simpsonovi. Zpočátku měla v úmyslu si psa nechat jen chvíli, dokud nenajde nový domov, ale po týdnu se rozhodla ponechat si ho na stálo. Zanedlouho byl pojmenován „Tooney“, z čehož nakonec vzniklo jméno „Tuna“ (v češtině „Tuňák“).

## Internetová kariéra
Tunyho internetová kariéra začala založením jeho profilu na sociální síti Instagram v roce 2012. Dasher neměla tušení, že se Tuna stane celebritou, ale po uveřejnění jeho fotografie výrazně vzrostla sledovanost účtu. Dasher kvůli vlně popularity opustila i své zaměstnání návrhářky, aby se mohla věnovat sociálním sítím svého svěřence naplno. Už v roce 2015 měl na Instagramu 1,3 milionu fanoušků a byl zván na různé události, včetně slavnostního uvedení Pre fall 2015 Choo Hound capsule kolekce v restauraci Ivy Chelsea Garden v Londýně.
Na Instagramu ho v roce 2019 sledovalo přes 2,1 milionů lidí z celého světa. Největší komunity fanoušků byly z USA, ze Spojeného království a Švédska. Dasher pak jeho popularitu využila k podpoře práce spolků zachraňujících zvířata.
Tuny se proslavil také jako internetový mem pod označením „Phteven“ (jméno Steven s ph na začátku). Ten vznikl na sociální síti Reddit jako odpověď na příběh jistého uživatele, který obsluze v McDonald's vysvětloval, že se jmenuje Stephen s „ph“ a ta mu na lístek s objednávkou napsala jméno „Phteven“.

### Kniha
Dasher byla na podzim roku 2014 oslovena vydavatelem z USA, který ji dal možnost volného výběru žánru knihy o Tunovi. Rozhodla se pro vytvoření knihy o každodenním životě Tunyho s fotografiemi podobnými těm, které zveřejnila na Instagramu a knihu pojmenovala Tuna Melts My Heart: The Underdog With The Overbite (Tuna obměkčuje mé srdce: podvraťák s předkusem). V USA se pak během března 2015 uskutečnilo i knižní turné spojené s událostmi konanými ve prospěch místních společností na ochranu zvířat, jako je například Zvířecí záchranná liga Boston nebo PAWS Chicago.
Kniha poté vyšla 4. června 2015 i ve Velké Británii. V rámci propagace knihy ve Velké Británii převzali Dasher s Tunou 3. června 2015 na jeden den instagramový účet anglického magazínu Marie Claire a také se objevili v televizním pořadu This Morning.

## Tuna a Kofola
V Česku a na Slovensku se Tuna (zde přezdívaný jako Štefan, či „Ftefan“) proslavil jako psí herec v reklamách na Kofolu, které byly vysílány v televizním vysílání od května 2015 do srpna 2016. Celkem bylo natočeno 20 různých reklam v délce od 15 do 24 sekund, hlavním motivem bylo šišlání a zkomolení jména produktu na Fofola. Zatímco na billboardech kampaně figurovala skutečná fotka Tunyho, ve video reklamách byl využitý jeho digitální model. Šlo o první projekt takového rozsahu, kterého se Dasher s Tunou účastnila, přičemž mnoho nabídek na spolupráci do té doby odmítla.